# Stanhopea candida
Stanhopea candida là một loài lan đặc hữu của miền nam tropical America.

## Hình ảnh

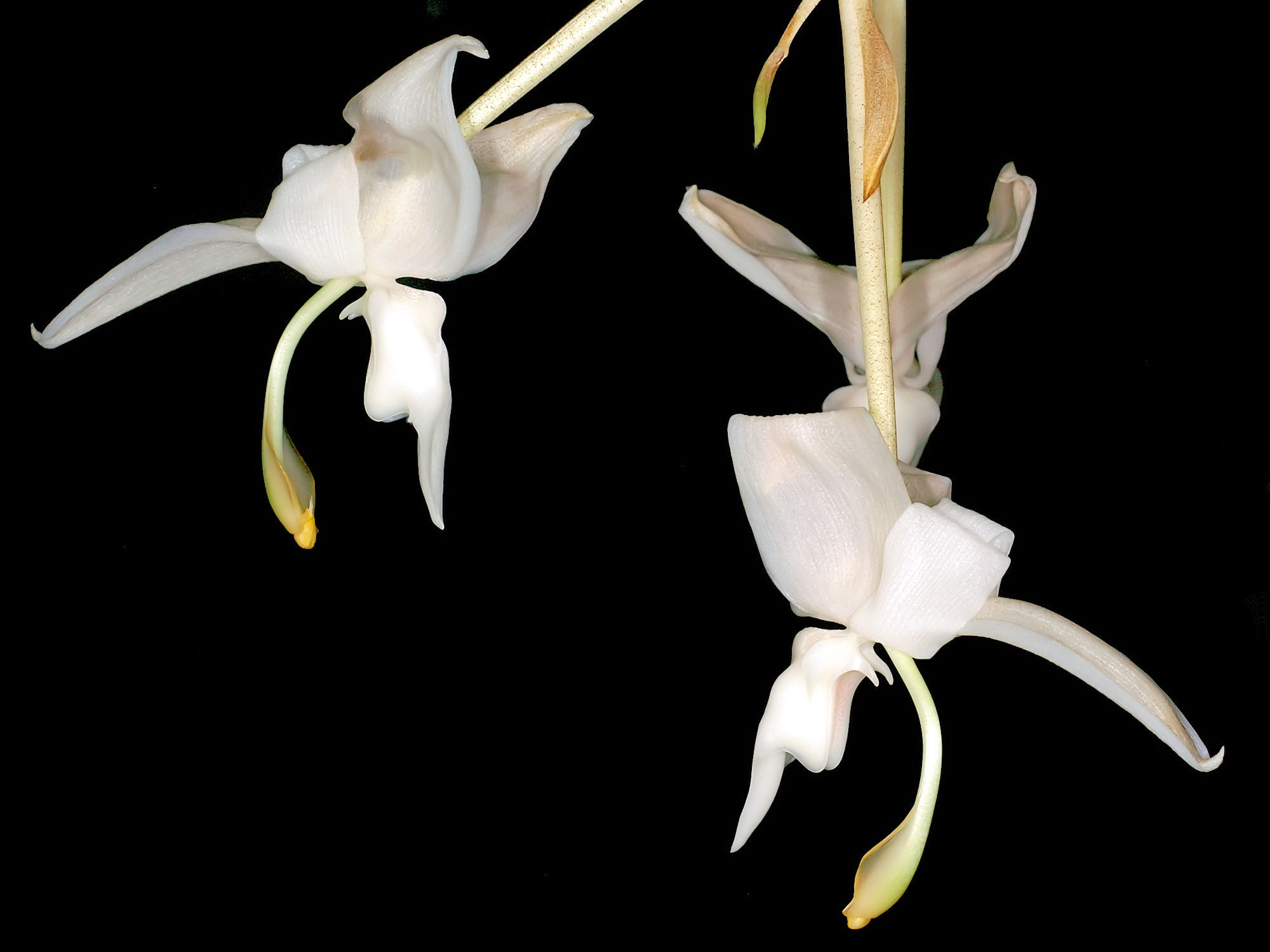
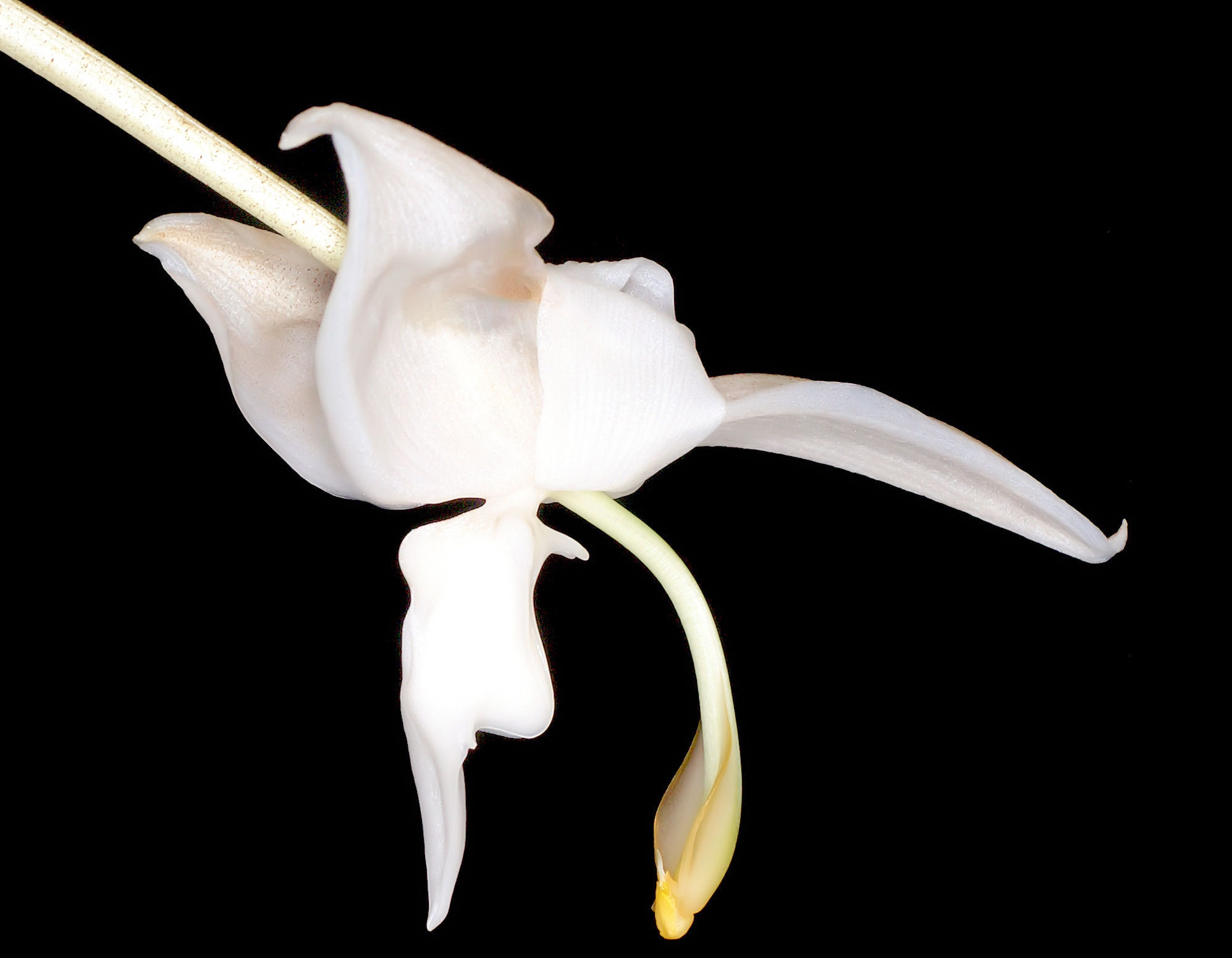
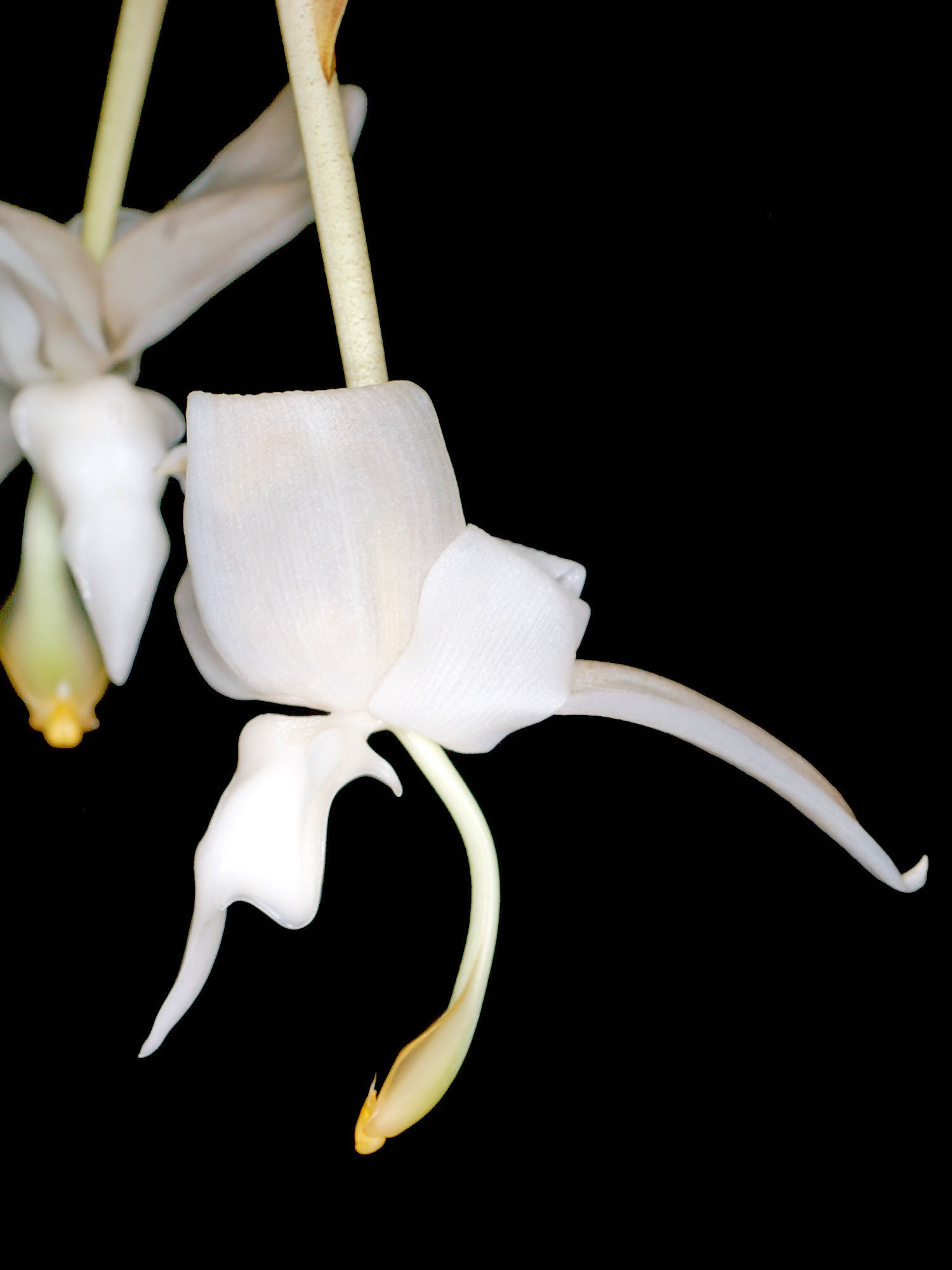